# Teluk Wandamen
Teluk Wandamen är en vik i Indonesien.   Den ligger i provinsen Papua, i den östra delen av landet, 3 100 km öster om huvudstaden Jakarta.